# Handrem (lied)
Handrem is een lied van de Marokkaans-Nederlandse rapper Lijpe in samenwerking met de Nederlandse rappers KA en JoeyAK. Het stond in 2021 als vierde track op het album Verzegeld van Lijpe.

## Achtergrond
Handrem is geschreven door Abdel Achahbar, Ayoub Chemlali, Chahid Farih en Joël Hoop en geproduceerd door Chahid. Het is een nummer dat past in de genres nederhop en trap. In het lied rappen en zingen de artiesten over het verdienen, hebben en uitgeven van geld. In de algemeenheid gaan ze in op hun luxueuze levens. 
Het is de eerste keer dat de drie artiesten tegelijkertijd op een track te horen zijn. Wel werd er al meermaals onderling samengewerkt. Lijpe en KA deden dit op RS6. Ze herhaalden na Handrem de samenwerking op Levelen up, Hoop en 100 doezoe cash. Met JoeyAK stond Lijpe voor Handrem op de hits Vast in de trap en In die life en daarna op Blender en Klokken en stenen. Verder stonden KA en JoeyAK eerder al op de remixversie van Opp blazen en werkten ze nogmaals samen op Wat is wat, Die man en Yolo.

## Hitnoteringen
Ondanks dat het lied niet als single was uitgebracht, hadden de artiesten toch bescheiden succes met het lied in Nederland. Het piekte op de zestiende plaats van de Single Top 100 in de twee weken dat het in deze hitlijst te vinden was. De Top 40 en haar Tipparade werden niet bereikt.